# Matteo Nieves
Matteo Nieves, in religione Elias del Socorro (21 settembre 1882 – Cortázar, 10 marzo 1928), è stato un presbitero messicano proclamato beato dalla Chiesa cattolica, che lo venera il 10 marzo.

## Biografia
Matteo Nieves proviene da una famiglia di umili contadini di Yuriria, in Messico. Di salute cagionevole, a 12 anni rischia di morire a causa della tubercolosi. Rimasto orfano di padre, viene avviato a lavorare per contribuire a sostenere la famiglia. Nel 1903, entra nel seminario agostiniano Yuriria e riceve il nome di Elias del Socorro in onore della Madonna del Perpetuo Soccorso. 
Fu ordinato sacerdote nel 1916 e nel 1921 venne inviato a La Cañada de Caracheo, un piccolo e povero villaggio dove sperimenta le difficoltà di ogni genere. Nel 1928, a seguito della persecuzione del governo, viene impedita qualsiasi attività religiosa che non fosse sotto il controllo diretto dell'autorità civile. Elias, pertanto, si nasconde sulle montagne per quattordici mesi e in questo periodo continua a servire la sua parrocchia di nascosto. Scoperto, venne fatto prigioniero dagli uomini del capitano Manuel Marquez Cervantes, e fucilato il 10 marzo 1928 a Cortázar, in Messico, dopo aver dato la sua benedizione al plotone di esecuzione e distribuito ai soldati suoi effetti personali.

## Culto
Padre Elias del Socorro Nieves è stato beatificato da papa Giovanni Paolo II, 12 ottobre 1997, a Roma.
Secondo il Martirologio Romano il giorno dedicato al beato è il 10 marzo:
(Martirologio Romano)